# 康莊道
康莊道（英語：Hong Chong Road）是香港九龍紅磡灣的一條主幹道，大部份路段屬1號幹線的一部份，全長約1公里。幹線部份即紅磡交匯處至紅磡海底隧道九龍入口一段，用作紅磡海底隧道的引道，連接隧道入口與公主道、漆咸道北及漆咸道南，為4線雙程分隔道路，車速限制每小時70公里；而非幹線部份則為2線單程北行（南行屬於梳士巴利道），與紅磡海底隧道收費廣場平行，連接梳士巴利道與科學館道交界，車速限制為每小時50公里。

## 歷史
康莊道的前身為通往香港工業專門學院（今香港理工大學）的工專通道，建於1960年代，定線與康莊道相若，稱為安發街，連接舊紅磡碼頭與漆咸道。為興建通往海底隧道的道路，工專通道及附近土地被填高，並於上面興建現有的康莊道。

## 現況
康莊道需要應付由三個方向（公主道、東九龍走廊及西九龍走廊）南行進入海底隧道的車流，但由於香港海底隧道的行車流量已經飽和，令車龍無法進入隧道而積聚在康莊道和隧道收費廣場外，使四線行車的康莊道由早到晚都擠塞，車輛的行車速度經常遠低於最高限速70公里/小時。

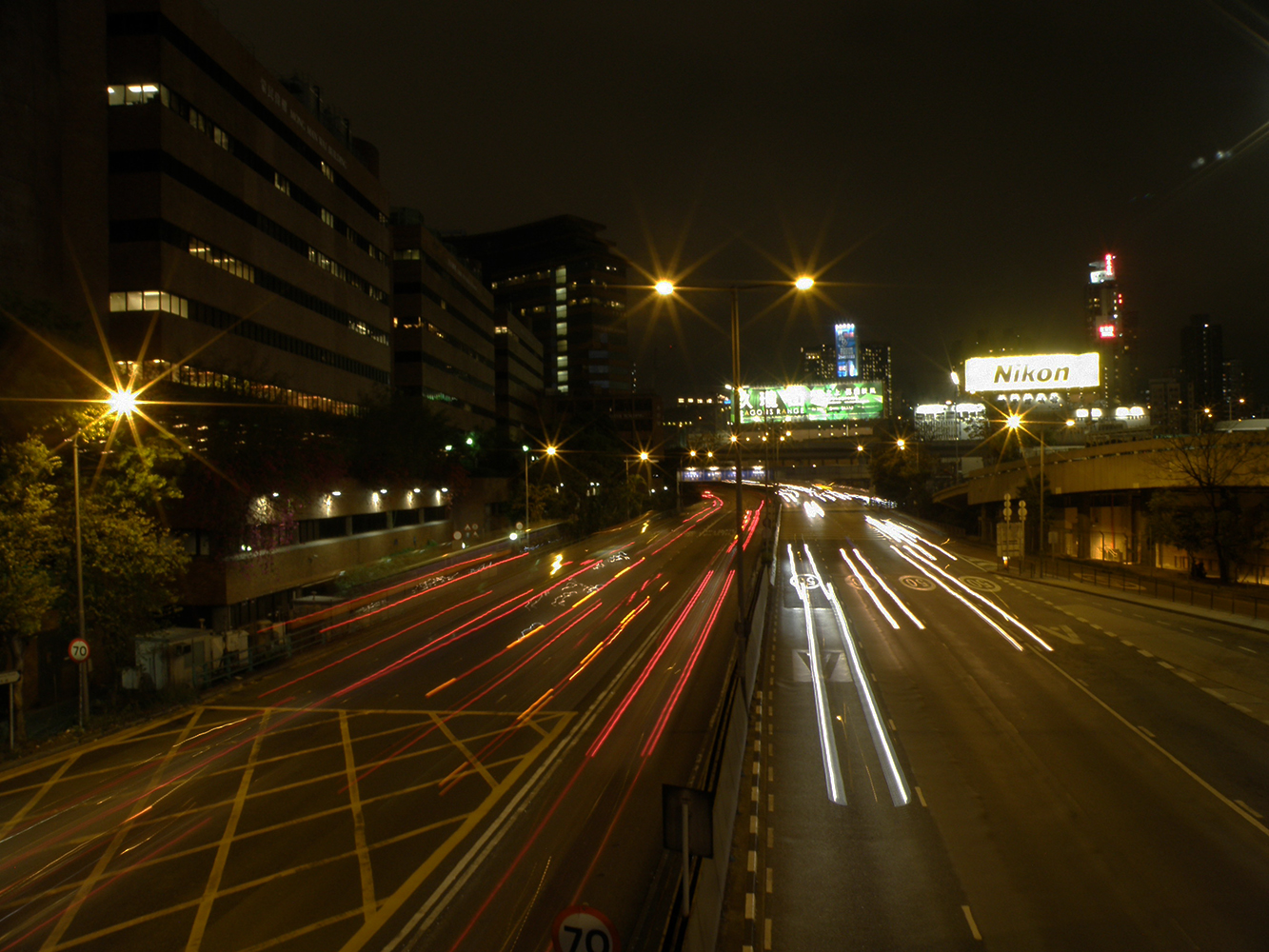
康莊道夜景
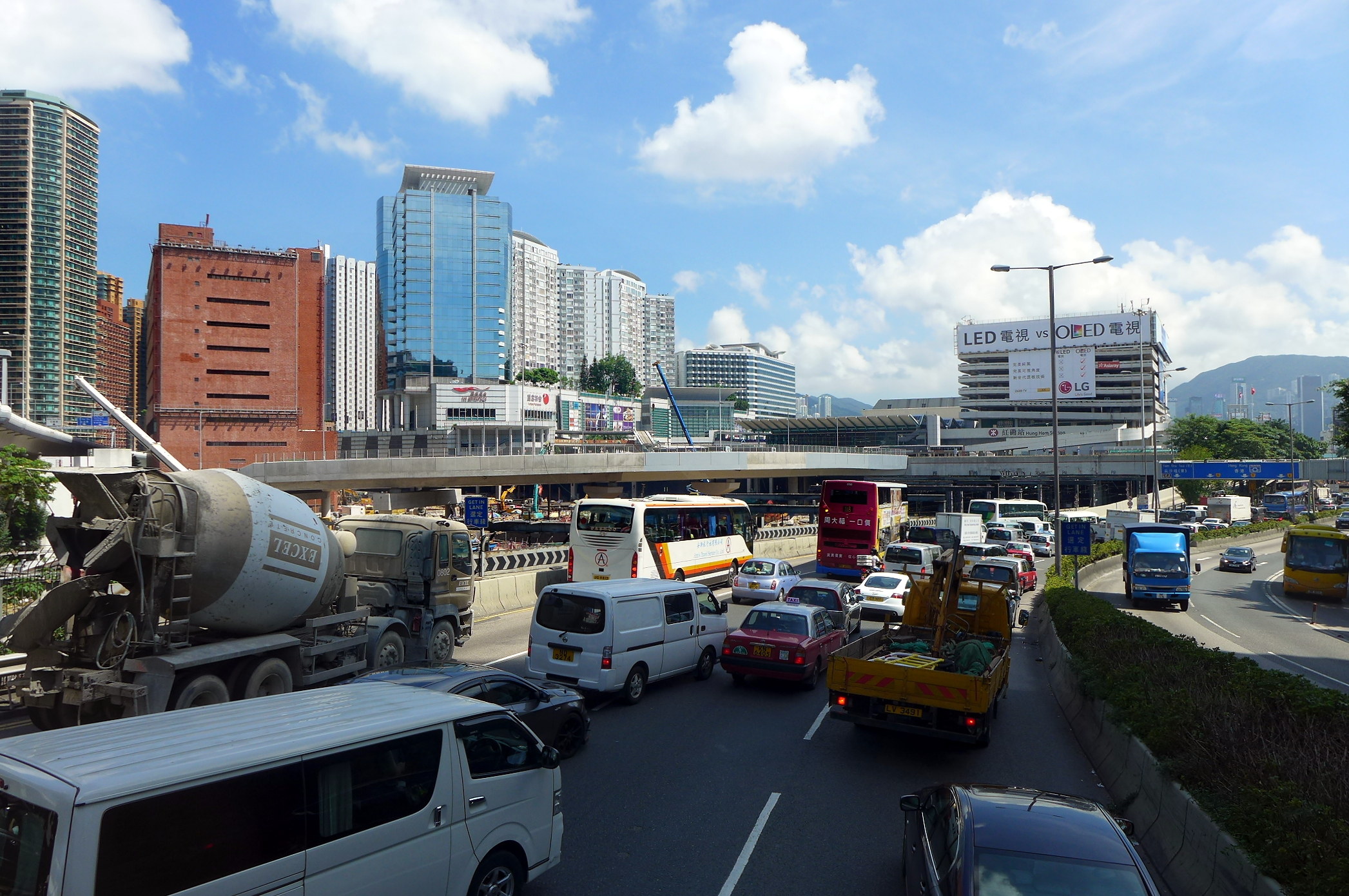
康莊道交通非常繁忙

## 沿路地點
- 香港消防處總部大樓
- 尖東消防局
- 香港理工大學

## 交匯道路
- 梳士巴利道
- 科學館道
- 康達徑
- 康泰徑
- 育才道*
- 漆咸道南*
- 漆咸道北*
- 公主道*